# شارع موسيقي

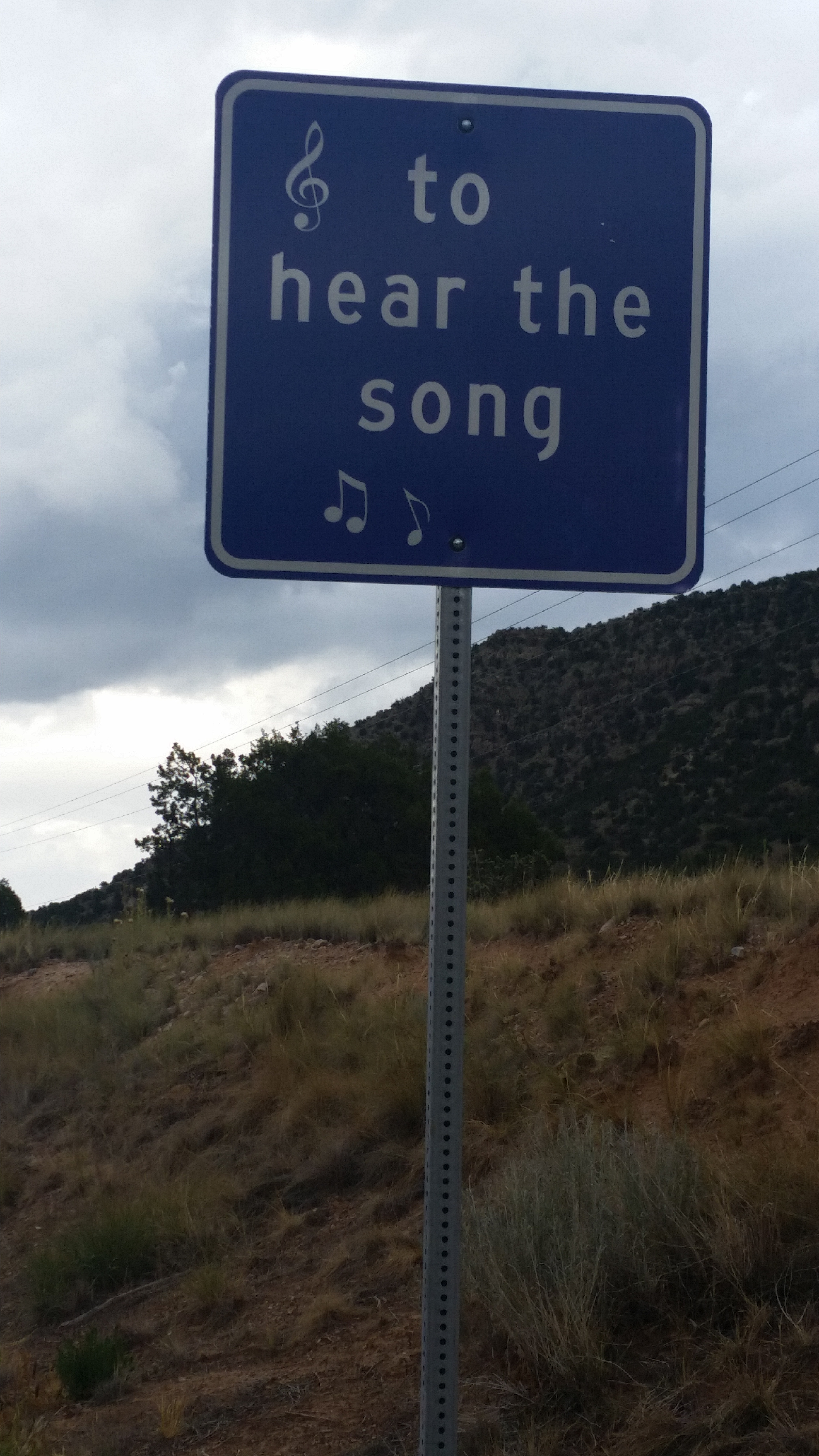

الشارع الموسيقي هو شارع، أو جزء من الشارع، بحيث إذا مشيت عليه يؤدي إلى اهتزاز ملموس وصوت مسموع ينتقل عن طريق العجلات إلى جسم السيارة في شكل لحن موسيقي. من المعروف أن الشوارع الموسيقية موجودة في أربعة بلدان هي: الدنمارك، اليابان، كوريا الجنوبية، والولايات المتحدة الأمريكية.

## هاتف الأسفلت
تم إنشاء أولى الشوارع الموسيقية المعروفة بالهاتف الأسفلت أو Asphaltophone، في أكتوبر 1995 في جيلين أوستولاند، الدنمارك،من قبل ستين كراروب جنسن وجاكوب فرويد-ماغنوس، اثنان من الفنانين الدنماركيين. يتكون الأسفلتوفون من سلسلة من علامات على الرصيف على غرار نقاط بوتس، على فترات متباعدة متقطعة بحيث كلما مشت عليها السيارات ترسل اهتزازات عن طريق العجلات ويمكن سماع نغمات داخل السيارة.

## الطريق الملحن
في اليابان، أحد الأشخاص شيزو شينودا كشط الطريق بالخطأ ببعض العلامات بواسطة جرافة وقاد الجرافة فوق تلك العلامات، عندها أدرك أنه كان من الممكن خلق إيقاعات اعتمادا على العمق والمباعدة بين الأخاديد. وفي عام 2007، قام معهد هوكايدو القومي للبحوث الصناعية الذي كان يعمل سابقا على أضواء الأشعة تحت الحمراء للكشف عن أسطح الطرق الخطرة، بطلب بإعادة تكرار التصميم الذي أحدثه شينودا لإنشاء الطريق الملحّن. استعملوا نفس مفهوم قطع الأخاديد داخل الخرسانة في فترات زمنية محددة، ووجدوا أنه كلما كانت الأخاديد أقرب، حصلوا على حدة أعلى من الصوت.

## الطريق الغناء
طريق الغناء ويمكن الاطلاع عليه على مقربة من انيانغ جيونجي، كوريا الجنوبية، تم إنشاؤه باستخدام أخاديد محفورة في الأرض، على غرار شوارع ميلودي (الطرق الملحنة) اليابانية. لكن، على عكس الطرق اليابانية، فلقد صممت لجذب السياح، والمقصود أو الهدف من طريق الغناء هو مساعدة سائقي السيارات البقاء في حالة تأهب ويقظة -  68٪ من الحوادث المرورية في كوريا الجنوبية بسبب عدم الانتباه، والنوم أو الإسراع في القيادة. استغرق هذا النوع من الطرق أربعة أيام للبناء.

## الطريق موسيقية سيفيك
تم بناء الطريق الموسيقية سيفيك في شارع كاي في لانكستر ولاية كاليفورنيا، الولايات المتحدة الأمريكية، يوم 5 سبتمبر 2008. تغطي امتداد ربع ميل من الطرق بين شارع 60 غرب وغرب شارع 70. يُذكر أنه اشتكى السكان من المناطق المجاورة لمجلس المدينة عن مستويات الضوضاء الذي تحدثه هذه الشوارع.

## وصلات خارجية
- Sound Tourism website
- رابط جوجل مابس